# Ballada (muzyka)
Ballada – typ piosenki o spokojnym, narracyjnym charakterze, zazwyczaj opowiadającym jakąś historię, z dużym wpływem emocjonalnym. Początki ballady sięgają średniowiecza i muzyki dworskiej. Ballady śpiewane były przez trubadurów przy akompaniamencie instrumentu lub zespołu. Często były bardzo rozbudowane i zawierały setki wersów. Najczęściej snuły epicką opowieść o miłości lub wielkich czynach.

## Romantyzm
W czasach romantyzmu ballada wróciła jako miniatura. Znana była w dwóch formach:
- wokalno-instrumentalna: w sferze tekstowej zwykle oparta na poezji znanych twórców epoki. Ballady pisywali Johann Wolfgang Goethe i Friedrich Schiller, a także Adam Mickiewicz. Do najbardziej znanych twórców ballad wokalnych należeli Franz Schubert, Robert Schumann, a przede wszystkim mniej znany kompozytor Carl Loewe. Niekiedy ballada wokalna urastała do znacznych rozmiarów, gdzie do każdej strofy tekstu komponowano oddzielną pieśń.
- ballada instrumentalna: na instrument solowy, zwykle fortepian. Gatunek o swobodnej formie, w stylu narratywna. Do najbardziej znanych ballad należą te komponowane przez Fryderyka Chopina. Ballady komponowali także Ferenc Liszt, Johannes Brahms i Edvard Grieg.
- Znane ballady:
  - Fryderyk Chopin: Ballada g-moll op. 23, Ballada F-dur op. 38, Ballada As-dur op. 47, Ballada f-moll op. 52
  - Johannes Brahms: Ballada na fortepian op. 10
  - Edvard Grieg: Ballada na fortepian g-moll wariacja na temat norweskiej pieśni op. 24
  - Maurice Ravel: Ballade de la reine morte d'aimer na głos i fortepian.

## Anglo-amerykańska ballada folkowa
Z reguły wyróżnia się cztery typy
- Ballady Childe’a. Są to najstarsze ballady, sięgające nieraz średniowiecza. Zebrał je i badał amerykański folklorysta Francis James Child. Zdołał rozpoznać 305 tego typu ballad, które opublikował w The English and Scottish Popular Ballads (1882–1898). Większość ich pochodzi z XV i XVI wieku. Chociaż w tym stylu stworzono w Szkocji, Anglii i Stanach Zjednoczonych wiele nowych utworów, te stare do dziś są znane i wykonywane. Dzieli się je na cztery grupy tematyczne
  - nadprzyrodzone
  - romantyczne i tragiczne (najliczniejsza grupa)
  - historyczne i legendarne
  - humorystyczne

Ballady te są bardziej staroświeckie od następnych trzech typów ballady; nie moralizują i nie starają się ukierunkowywać reakcji słuchacza na opowiadaną historię. Ballady te po prostu opowiadają daną historię i nie posługują się pierwszą osobą. Właściwie wszystkie te ballady są ukształtowane według wzorca ustnej tradycji heroicznej. Odpowiadają temu dwa główne wzorce metryczne: dla ballad z czterowersowymi zwrotkami jest to 4/3/4/3, a dla zwrotek dwuwersowych – 4/4
- Ballady drukowane (ang. Broadside Ballads lub Broadsides). Ten typ ballad pojawił się w Brytanii w XVIII wieku. Były one typowo drukowane na jednej kartce (broadsides) i wykonywane na rogach ulic, placach handlowych i zabawach. Były one także popularne w kolonialnej Ameryce i w Stanach Zjednoczonych do końca XIX wieku. Ich przedmiotem były aktualne wydarzenia, zwłaszcza natury kryminalnej, katastrofy. Nie unikały także spraw sentymentalnych, zwłaszcza związanych z zalotami i miłością. Z reguły używana była narracja w pierwszej osobie, co pozwalało na nieraz drobiazgowe zobrazowanie czasu i miejsca akcji. Są one więc z pewnością bardziej realistyczne od ballad Childe’a, a na pewno bardziej dziennikarskie.
- Ballady bluesowe. W przeciwieństwie do ballad Childe’a i broadsides nie wywodzą się one z angielskiej czy szkockiej tradycji. Są całkowicie produktem Afroamerykanów. Ich tematyka to najczęściej aktualne wydarzenia, jednak emocjonalność i uczucia górują nad narracją. Ballady bluesowe są raczej bardziej selektywne i eliptyczne niż narracyjne; ukazują pojedyncze sceny niż chronologiczną, pełną narrację-sprawozdanie. Z balladami Childe’a mają wspólne tendencje do repetytywności, formuł i sformalizowanych wyobrażeń. Jakość głosu bluesmana, jego interpretacja, emocje i wirtuozeria muzyczna odgrywają zdecydowanie większą rolę niż w trzech pozostałych typach ballad. Wykonawca jest tu więc z reguły znakomitym instrumentalistą, przeważnie gitarzystą, prezentującym swoje umiejętności improwizatorskie pomiędzy zwrotkami bluesa. Ponieważ istotą bluesa jest wyrażanie prawdy emocjonalnej, narracja odbywa się w pierwszej osobie.
- Ballady pokojowe (ang. Parlor Ballads) zwane także balladami sentymentalnymi. Były one popularne pod koniec XIX wieku i wykonywane w zaciszu domowym. Często wykonywano je posługując się ich drukowaną formą. Były także popularyzowane na estradach. Typowa ballada pokojowa nie była anonimowa – kompozytor był zawsze wymieniony na druku z nutami i tekstem. Tematyka była sentymentalnie powierzchowna, konwencjonalna, ukierunkowana na gusty średniej klasy społecznej. Ballady te były także często moralizatorskie. Miały one na celu podnosić moralnie.

## Renesans formy balladowej
Odnowienie formy balladowej nastąpiło w USA pod koniec lat 50. XX wieku w związku z rozwojem ruchu folkników w centrach uniwersyteckich. Trzeba tu wymienić takie postacie tego ruchu jak: Elizabeth Cotten, Carolyn Hester, Tim Hardin, Eric Andersen, Dave Van Ronk, Odetta, Eric von Schmidt, Tom Rush, Jean Ritchie, Tom Paley, Jim Kweskin, John „Spider” Koerner, Judy Henske, Joan Baez i jej siostra Mimi Fariña, David Blue, Tim Buckley, Barbara Dane, Bob Dylan, Led Zeppelin (zobacz Muzyka folkowa).

## Jazz i rock
Ballada, choć już w nieco innej formie stała się często stosowaną formą w jazzie i rocku.